# Ceratinella
Ceratinella es un género de arañas araneomorfas de la familia Linyphiidae. Se encuentra en la zona holártica salvo Ceratinella sydneyensis en Australia.

## Lista de especies
Según The World Spider Catalog 12.0:
- Ceratinella acerea Chamberlin & Ivie, 1933
- Ceratinella alaskae Chamberlin & Ivie, 1947
- Ceratinella apollonii Caporiacco, 1938
- Ceratinella brevipes (Westring, 1851)
- Ceratinella brevis (Wider, 1834)
- Ceratinella brunnea Emerton, 1882
- Ceratinella buna Chamberlin, 1949
- Ceratinella diversa Chamberlin, 1949
- Ceratinella fumifera Saito, 1939
- Ceratinella hemetha Chamberlin, 1949
- Ceratinella holocerea Chamberlin, 1949
- Ceratinella kenaba Chamberlin, 1949
- Ceratinella kurenshchikovi Marusik & Gnelitsa, 2009
- Ceratinella major Kulczynski, 1894
- Ceratinella marcui Rosca, 1932
- Ceratinella ornatula (Crosby & Bishop, 1925)
- Ceratinella parvula (Fox, 1891)
- Ceratinella plancyi (Simon, 1880)
- Ceratinella playa Cokendolpher, Torrence, Smith & Dupérré, 2007
- Ceratinella rosea Oliger, 1985
- Ceratinella rotunda (Menge, 1868)
- Ceratinella scabrosa (O. Pickard-Cambridge, 1871)
- Ceratinella sibirica Strand, 1903
- Ceratinella subulata Bösenberg & Strand, 1906
- Ceratinella sydneyensis Wunderlich, 1976
- Ceratinella tigana Chamberlin, 1949
- Ceratinella tosior Chamberlin, 1949
- Ceratinella wideri (Thorell, 1871)